# Équipe du Chili de football à la Copa América 1997
L'équipe du Chili de football participe à sa 31e Copa América lors de l'édition 1997 qui se tient en Bolivie du 11 juin 1997 au 29 juin 1997. Elle se rend à la compétition en tant qu'éliminée du premier tour de la Copa América 1995.
Les Chiliens rééditent la même performance en terminant dernier du groupe A et en affichant un bilan de 3 défaites en 3 matchs.

## Résultat

### Premier tour
| Classement final |           |     |   |   |   |   |    |    |      |
|                  | Équipe    | Pts | J | G | N | P | BP | BC | Diff |
| 1                | Équateur  | 7   | 3 | 2 | 1 | 0 | 4  | 1  | +3   |
| 2                | Argentine | 5   | 3 | 1 | 2 | 0 | 3  | 1  | +2   |
| 3                | Paraguay  | 4   | 3 | 1 | 1 | 1 | 2  | 3  | -1   |
| 4                | Chili     | 0   | 3 | 0 | 0 | 3 | 1  | 5  | -4   |

| 11 juin | Équateur  | 0 | 0 | Argentine |
| 11 juin | Paraguay  | 1 | 0 | Chili     |
| 14 juin | Argentine | 2 | 0 | Chili     |
| 14 juin | Équateur  | 2 | 0 | Paraguay  |
| 17 juin | Équateur  | 2 | 1 | Chili     |
| 17 juin | Paraguay  | 1 | 1 | Argentine |

| 11 juin 1997 | Paraguay  | 1 – 0   | Chili | Estadio Félix Capriles (Cochabamba)          |                                              |
|              | Acuña 28e | (1 - 0) |       | Spectateurs : 17 000 Arbitrage : René Ortube | Spectateurs : 17 000 Arbitrage : René Ortube |

| 14 juin 1997 | Argentine                | 2 – 0   | Chili | Estadio Félix Capriles (Cochabamba)             |                                                 |
|              | Berti 83e · Gallardo 87e | (0 - 0) |       | Spectateurs : 9 000 Arbitrage : Antônio Pereira | Spectateurs : 9 000 Arbitrage : Antônio Pereira |

| 17 juin 1997 | Équateur                  | 2 – 1   | Chili       | Estadio Félix Capriles (Cochabamba)             |                                                 |
|              | Graziani 32e · Gavica 55e | (1 - 0) | Vergara 52e | Spectateurs : 8 000 Arbitrage : Rafael Sanabria | Spectateurs : 8 000 Arbitrage : Rafael Sanabria |

## Navigation